# Датчик массового расхода воздуха
Датчик массового расхода воздуха (ДМРВ или MAF-сенсор от англ. mass (air) flow sensor) — устройство, предназначенное для оценки количества воздуха, поступающего в двигатель внутреннего сгорания. Является одним из датчиков электронных систем управления двигателем автомобиля с впрыском топлива. Служит для определения и балансировки количества воздуха, поступающего в цилиндры двигателя. Датчик массового расхода воздуха может применяться совместно с датчиками температуры воздуха и атмосферного давления, которые корректируют его показания.

## Устройство
Как правило, в качестве датчиков массового расхода воздуха применяются термоанемометры сопротивления, в которых в поток воздуха помещается чувствительный элемент, нагреваемый электрическим током и выполняющий функции термосопротивления. Датчик состоит из двух платиновых нитей, нагреваемых электрическим током. Через одну нить, охлаждая её, проходит воздух, вторая является контрольной. По изменению тока, проходящего через охлаждаемую воздушным потоком платиновую нить, вычисляется количество воздуха, поступающего в двигатель. Датчик массового расхода воздуха всегда располагается в воздушном патрубке, между воздушным фильтром и шлангом, идущим к дроссельному патрубку.

## Применение
На основании информации, получаемой с датчика, электронный блок управления (ЭБУ) определяет длительность импульса открытия форсунок, а соответственно — для вычисления необходимого объёма топлива, чтобы поддерживать стехиометрическое соотношение топлива и воздуха для заданных режимов работы двигателя. Также информация с ДМРВ используется ЭБУ для расчёта режимной точки двигателя. ЭБУ, учитывая значения массового расхода воздуха (для расчётов он переводится в параметр «Цикловой расход воздуха», либо «Нагрузка на двигатель» в самых современных ЭБУ), температуру двигателя и его обороты, может вычислить нагрузку на двигатель и исходя из этой информации может управлять не только количеством подаваемого в двигатель топлива, но и углом опережения зажигания, таким образом управляя крутящим моментом силового агрегата.